# Alba Gárate
Lantalba és el nom artístic de la cantant, compositora, música, productora, actriu espanyola Alba Gárate (Barcelona, 18 de desembre de 1980), abans coneguda com a Lantana.

## Biografia
Als pocs anys es traslladaria a viure amb la seva família a Màlaga. Amb 13 anys és ja la vocalista d'una banda funk local, a l'any següent és la cantant d'una banda Heavy, alhora treballa com a cantant d'orquestra i de piano-bar per tota la Costa del Sol i de presentadora en un karaoke. Més endavant formaria i dirigiria un trio de Jazz. Amb 19 anys marxa a Madrid per estudiar per a ser actriu. Les classes i els càsting els compagina amb treballs com a cantant de Jazz a diversos locals de la capital.
Alba coneix a Raúl Quílez qui comença a produir-li les primeres maquetes amb cançons originals. Aviat començaran a fer concerts en sales com el Búho Real. En qüestió de poc temps la seva música crida l'atenció de diverses discogràfiques i editorials. El 2006 signa contracte amb EMI/Virgin i EMI Publishing Spain. També actua i posa música en una sèrie de curtmetratges, i es dona a conèixer d'una manera "majoritària" amb un petit paper a AzulOscuroCasiNegro de Daniel Sánchez Arévalo i la cançó original de la banda sonora de la pel·lícula que compon i canta: "Imaginarte". Aquesta cançó va ser nominada com a "Millor Cançó Original" als XXI Premis Goya.
Lantalba i Beu comparteixen mánager i companyia discogràfica durant una temporada. Lantalba telonea a Bebe i a Nena Daconte en 2006, any en què és editat el seu primer treball, l'EP Lantana (EMI-Virgin). És en 2007 quan s'edita el seu primer LP amb producció de Suso Saiz sota el nom de "Desorden y amor". La promoció del disc sembla escassa, però així i tot, arriba a circuits més o menys alternatius i arriba a ser nominada pels espectadors de la MTV com a Millor artista revelació d'Espanya de 2007 en els MTV New Sounds Of Europe 2007. Posteriorment, es publica com a 2n senzill del disc la cançó "Melancolía". Lantalba és Nominada en 2008 com a "Artista Revelació" en els Premis de la Música espanyola i actua en directe en la Gala al costat de Conchita.
Després d'un temps de reflexió, vivències i silencis musicals decideix marxar a Londres per a gravar el seu segon disc d'estudi en maig de 2009, en un procés pausat i laboriós de creació i composició. Lantalba retorna a l'escena nacional en tardor de 2010 amb Ex-corazón, el seu nou treball discogràfic acte editat pel seu propi segell discogràfic, Rubie Music, i produït per Dimitri Tikovoi (Placebo, The Horrors) amb un so més electrònic. N'extrau els singles "Ex-Corazón" y "Perfecto", El vídeo "Perfecto" és nominat en el 7è Certamen de Videoclips en la setmana de cinema del Festival de Medina del Campo, patrocinat per Radio 3.
Al febrer de 2010 edita "Primavera en Helsinki", presentat al Búho Real amb la cel·lista i corista Alba Martín. El 2011 treballa com a actriu a El vuelo del tren de Paco Torres, i en compon la BSO: "Vuela". Al desembre d'aquest mateix any, aquest tema decideix posar-lo a la venda a través de la pàgina Bandcamp, els beneficis de la qual van ser destinats a la campanya “Risas de Emergencia” de la Fundación Theodora.
Al febrer de 2013, la cantant i compositora fa saber a través de la seva pàgina web que es troba ultimant l'enregistrament del seu pròxim treball discogràfic, un EP que portarà per títol "El Encanto". Es presenta com a primer single la cançó Ruido.
Després de tres anys a Berlín, Lantalba torna a principis de 2015 al panorama nacional amb nou nom artístic, Lantalba, presentant el seu tercer àlbum “La chica de los ojos dorados”, gravat i produït a Londres pel suec Stefan Olsdal (Placebo, Fangoria), amb lletres d'Alba i David Amén (Hotel Persona).

## Discografia
Àlbums d'estudi
- 2017: Volátil (LP)
- 2016: La chica de los ojos dorados (LP)
- 2013: El encanto (EP)
- 2010: Ex-corazón (LP)
- 2007: Desorden y amor (LP)
- 2006: Lantana (EP)

Singles
- 2015: Quisiera
- 2013: La noche de los muertos vivientes
- 2012: Estoy bailando (Versió de Loretta i Daniela Goggi)

Remixes
- 2010: Ex-corazón (Remixes)
- 2007: Siempre (Remix per Hotel Persona: Stefan Olsdal i David Amen)

Bandes sonoes
- 2011: Ojalá (Vuela) (El Vuelo del Tren)
- 2006: Imaginarte (AzulOscuroCasiNegro)

## Composició de cançons per a altres artistes
- 2014 Disc Dreaming" de l'artista ucraïnesa Siia[20]
- 2012 Provócame, Primavera, No es por ti, Escarlata del disc Decalza de Betty y la cuarta pared[21]

## Producció per altres artistes
- 2014 Disc Dreaming" de l'artista ucraïnesa Siia[20]

## Nominacions
- 2008: Los Premios de La Música (Artista Revelació)
- 2007: Els Premis Goya (Millor cançó original a AzulOscuroCasiNegro)[22]
- 2007: Els Premis MTV España
- 2007: Els Premis Televisió Espanyola (Disc de l'Any)

## Filmografia
| Cinema    | Cinema                                   | Cinema           | Cinema                                                    |
| Any       | Pel·lícula                               | Paper            | Notes                                                     |
| --------- | ---------------------------------------- | ---------------- | --------------------------------------------------------- |
| 2012      | No hay nadie                             |                  | Cançó original "Amapola blanca"                           |
| 2011      | El vuelo del tren                        | Actriu           | Cançó original "Vuela" ("Ojalá")                          |
| 2009      | Quiero estar el resto de mi vida contigo |                  | Cançons originals "Bonita día" i "En un sueño"            |
| 2008      | Furia                                    | Actriu           |                                                           |
| 2006      | Los planetas                             | Actriu           | Cançó original Frágil                                     |
| 2006      | AzulOscuroCasiNegro                      | Actriu           | Cançó original "Imaginarte" nominada als Premis Goya 2007 |
| 2006      | Proverbio chino                          | Actriu           | Curtmetratge nominat als Premis Goya 2008                 |
| 2005      | Amiguisimas                              | Actriu           | Banda sonora i Cançó original "Jo, que frío"              |
| 2003      | Domingos                                 | Veu de dona      |                                                           |
| Televisió |                                          |                  |                                                           |
| Any       | Títol                                    | Paper            | Notes                                                     |
| 2011      | El elegido (Sèrie argentina)             |                  | Cançó original "Frágil"                                   |
| 2004      | El comisario (Sèrie espanyola)           | Actriu episòdica |                                                           |